# Cagliari Calcio 1989-1990
Questa voce raccoglie le informazioni riguardanti il Cagliari Calcio nelle competizioni ufficiali della stagione 1989-1990.

## Stagione

Il tecnico Claudio Ranieri

Nella stagione 1989-1990 il Cagliari disputa il campionato di Serie B da neopromossa. Il campionato non inizia nel migliore dei modi per la squadra del riconfermato ed emergente Claudio Ranieri, che perde all'esordio ad Avellino contro la formazione allenata da Nedo Sonetti salvo rifarsi la settimana dopo contro la Reggina, con rete di Mauro Valentini. Seguono un pareggio in casa col Cosenza e una nuova sconfitta con il Licata. Dopo la debacle in Sicilia, la squadra sarda centra tre vittorie consecutive contro Monza, Catanzaro e Brescia, le ultime due in trasferta, prima di un nuovo pareggio con la Reggiana. Arrivano dunque altre due vittorie: Foggia e Barletta prima della sconfitta di Torino contro i granata poi vincitori del torneo. Dopo un pareggio e una nuova sconfitta, il Cagliari ha la meglio sul Como (goal di Poli), pareggia nuovamente altre 2 partite, batte il Pisa (ancora Provitali) cade a Trieste e conclude battendo in casa il Messina (3-0) con doppietta di Massimiliano Cappioli e goal del bomber Fabrizio Provitali.
Il girone di ritorno inizia con una vittoria sull'Avellino e una sconfitta a Reggio Calabria. Seguono quattro vittorie consecutive, dove spiccano una doppietta di Cappioli al Cosenza e una tripletta di Provitali al Licata prima del roboante 4-1 al Catanzaro in cui torna al goal su rigore Raffaele Paolino che non segnava dalla partita di andata col Barletta. A seguire la striscia positiva, arrivano il pareggio di Brescia e la sconfitta di Reggio Emilia. Dopo tre pareggi di fila a reti bianche e un (1-1) contro il Parma, il Cagliari batte in ordine: Padova, Como, entrambe (1-0) con rete del capitano e rigorista Lucio Bernardini e Pescara prima di un nuovo pareggio contro l'Ancona. Il (2-2) a Pisa, con i goal di Mauro Valentini e Fabrizio Provitali vale la promozione in Serie A, ininfluenti gli ultimi due risultati (pareggio con la Triestina e sconfitta con il Messina). Giungendo al terzo posto con 47 punti, dietro Torino primo con 53 punti ed il Pisa secondo con 51 punti (quest'ultima non batté i rossoblù in campionato né all'andata né al ritorno), la squadra sarda ha così conquistato la seconda promozione consecutiva, quarta promossa il Parma con 46 punti.
Nella Coppa Italia ritornata ad eliminazione diretta, il Cagliari viene subito eliminato nel primo turno dalla Juventus, con i bianconeri – quell'anno poi vincitori di Coppa Italia e Coppa UEFA – che hanno avuto la meglio sui sardi, solo ai tempi supplementari grazie un goal al 108' di Oleksandr Zavarov, dopo che la partita era terminata (0-0).

## Divise e sponsor

Fabrizio Provitali, bomber stagionale dei sardi, qui con la terza divisa rossa.

Il fornitore tecnico della stagione fu Ennerre, mentre lo sponsor ufficiale fu F.O.S. Formaggi Ovini Sardi. Durante la stagione sulle maglie della società rossoblù campeggiava la coccarda tricolore quale detentore della Coppa Italia Serie C vinta nella stagione precedente.
| Casa | Trasferta | Terza divisa |

## Rosa
| N. |                   | Ruolo | Calciatore       |
| -- | ----------------- | ----- | ---------------- |
|    | Italia (bandiera) | P     | Mario Ielpo      |
|    | Italia (bandiera) | P     | Guido Nanni      |
|    | Italia (bandiera) | D     | Gianluca Festa   |
|    | Italia (bandiera) | D     | Maurizio Poli    |
|    | Italia (bandiera) | D     | Carlo Cornacchia |
|    | Italia (bandiera) | D     | Mauro Valentini  |
|    | Italia (bandiera) | D     | Aldo Firicano    |
|    | Italia (bandiera) | D     | Michele Fadda    |
|    | Italia (bandiera) | D     | Gianluca Pacioni |
|    | Italia (bandiera) | C     | Ivo Pulga        |
|    | Italia (bandiera) | C     | Luciano De Paola |

| N. |                   | Ruolo | Calciatore                  |
| -- | ----------------- | ----- | --------------------------- |
|    | Italia (bandiera) | C     | Lucio Bernardini (capitano) |
|    | Italia (bandiera) | C     | Massimiliano Cappioli       |
|    | Italia (bandiera) | C     | Maurizio Coppola            |
|    | Italia (bandiera) | C     | Maurizio Giovannelli        |
|    | Italia (bandiera) | C     | Alfonso Greco               |
|    | Italia (bandiera) | C     | Pasquale Domenico Rocco     |
|    | Italia (bandiera) | C     | Francesco Antonio Pisicchio |
|    | Italia (bandiera) | A     | Fabrizio Provitali          |
|    | Italia (bandiera) | A     | Raffaele Paolino            |
|    | Italia (bandiera) | A     | Marco Cabras                |

(*) = Giocatori ceduti durante la stagione

## Calciomercato
| Arrivi | Arrivi                      | Arrivi    | Arrivi     |
| R.     | Nome                        | da        | Modalità   |
| ------ | --------------------------- | --------- | ---------- |
| C      | Maurizio Coppola            | Cynthia   | definitivo |
| D      | Carlo Cornacchia            | Reggiana  |            |
| D      | Aldo Firicano               | Udinese   | definitivo |
| C      | Alfonso Greco               | Lazio     | definitivo |
| A      | Raffaele Paolino            | Inter     | prestito   |
| C      | Francesco Antonio Pisicchio | Bari      |            |
| C      | Maurizio Poli               | Frosinone | definitivo |
| C      | Pasquale Domenico Rocco     | Inter     |            |

| Partenze | Partenze           | Partenze           | Partenze   |
| R.       | Nome               | a                  | Modalità   |
| -------- | ------------------ | ------------------ | ---------- |
| C        | Roberto Barozzi    | Livorno            |            |
| A        | Guglielmo Coppola  | Taranto            |            |
| C        | Maurizio Coppola   | Campania Puteolana | prestito   |
| D        | Daniele Davin      | Gubbio             | definitivo |
| D        | Giuseppe De Amicis | Chieti             |            |
| C        | Massimiliano Pani  | Montevarchi        | prestito   |
| C        | Paolo Di Lena      | Juve Stabia        | definitivo |
| A        | Giampietro Piovani | Brescia            | definitivo |

## Risultati

### Campionato

#### Girone di andata
| Arbitro: | Bruni (Arezzo) |

|                                                |           |  |
| Valentini 17’ (aut.) M. Giovannelli 42’ (aut.) | Marcatori |  |

| Arbitro: | Rosica (Roma) |

|               |           |  |
| Valentini 78’ | Marcatori |  |

| Cagliari 10 settembre 1989 3ª giornata | Cagliari                      | 0 – 0 referto | Cosenza | Stadio Sant'Elia\| Arbitro: \| Boemo (Cervignano del Friuli) \| |
| Arbitro:                               | Boemo (Cervignano del Friuli) |               |         |                                                                 |

| Arbitro: | Piana (Modena) |

|           |           |  |
| Sorce 57’ | Marcatori |  |

| Arbitro: | Scaramuzza (Mestre) |

|                                          |           |  |
| Provitali 10’ Valentini 24’ Cappioli 40’ | Marcatori |  |

| Arbitro: | Fucci (salerno) |

|  |           |             |
|  | Marcatori | 25’ M. Poli |

| Arbitro: | Guidi (Bologna) |

|                   |           |                           |
| Corini 22’ (rig.) | Marcatori | 49’ Paolino 65’ Provitali |

| Arbitro: | Frigerio (Milano) |

|             |           |             |
| Paolino 54’ | Marcatori | 64’ Silenzi |

| Arbitro: | Stafoggia (Pesaro) |

|  |           |               |
|  | Marcatori | 23’ Provitali |

| Arbitro: | Cafaro (Grosseto) |

|                                   |           |                      |
| Bernardini 45’ (rig.) Paolino 68’ | Marcatori | 77’ (aut.) Valentini |

| Arbitro: | Felicani (Bologna) |

|             |           |  |
| Cravero 79’ | Marcatori |  |

| Arbitro: | Luci (Firenze) |

|                                   |           |                      |
| Bernardini 45’ (rig.) Paolino 68’ | Marcatori | 77’ (aut.) Valentini |

| Arbitro: | Dal Forno (Ivrea) |

|                  |           |  |
| Pradella 1’, 48’ | Marcatori |  |

| Arbitro: | Boggi (Salerno) |

|             |           |  |
| M. Poli 35’ | Marcatori |  |

| Pescara 3 dicembre 1989 15ª giornata | Pescara         | 0 – 0 referto | Cagliari | Stadio Adriatico\| Arbitro: \| Magni (Bergamo) \| |
| Arbitro:                             | Magni (Bergamo) |               |          |                                                   |

| Cagliari 10 dicembre 1989 16ª giornata | Cagliari            | 0 – 0 referto | Ancona | Stadio Sant'Elia\| Arbitro: \| Bailo (Novi Ligure) \| |
| Arbitro:                               | Bailo (Novi Ligure) |               |        |                                                       |

| Arbitro: | Sguizzato (Verona) |

|               |           |  |
| Provitali 47’ | Marcatori |  |

| Arbitro: | Trentalange (Torino) |

|                     |           |  |
| Catalano 17’ (rig.) | Marcatori |  |

| Arbitro: | Quartuccio (Torre Annunziata) |

|                                 |           |  |
| Cappioli 12’, 55’ Provitali 43’ | Marcatori |  |

#### Girone di ritorno
| Arbitro: | Bailo (Novi Ligure) |

|                             |           |  |
| Cappioli 12’ Cornacchia 28’ | Marcatori |  |

| Arbitro: | Dal Forno (Ivrea) |

|              |           |  |
| De Marco 38’ | Marcatori |  |

| Arbitro: | Frigerio (Milano) |

|  |           |                          |
|  | Marcatori | 44’ (rig.), 79’ Cappioli |

| Arbitro: | Iori (Parma) |

|                         |           |  |
| Provitali 22’, 38’, 69’ | Marcatori |  |

| Arbitro: | Ceccarini (Livorno) |

|  |           |               |
|  | Marcatori | 82’ Provitali |

| Arbitro: | Piana (Modena) |

|                                                             |           |             |
| Provitali 2’ Cappioli 28’ Bernardini 48’ Paolino 85’ (rig.) | Marcatori | 58’ Palanca |

| Cagliari 4 marzo 1990 26ª giornata | Cagliari        | 0 – 0 referto | Brescia | Stadio Sant'Elia\| Arbitro: \| Fucci (Salerno) \| |
| Arbitro:                           | Fucci (Salerno) |               |         |                                                   |

| Arbitro: | Bruni (Arezzo) |

|                |           |  |
| Silenzi 4’, 6’ | Marcatori |  |

| Cagliari 18 marzo 1990 28ª giornata | Cagliari           | 0 – 0 referto | Foggia | Stadio Sant'Elia\| Arbitro: \| Fabricatore (Roma) \| |
| Arbitro:                            | Fabricatore (Roma) |               |        |                                                      |

| Barletta 25 marzo 1990 29ª giornata | Barletta       | 0 – 0 referto | Cagliari | Stadio Comunale\| Arbitro: \| Luci (Firenze) \| |
| Arbitro:                            | Luci (Firenze) |               |          |                                                 |

| Cagliari 1º aprile 1990 30ª giornata | Cagliari                  | 0 – 0 referto | Torino | Stadio Sant'Elia\| Arbitro: \| Pezzella (Frattamaggiore) \| |
| Arbitro:                             | Pezzella (Frattamaggiore) |               |        |                                                             |

| Arbitro: | Stafoggia (Pesaro) |

|          |           |             |
| Osio 69’ | Marcatori | 74’ M. Poli |

| Arbitro: | Di Cola (Avezzano) |

|                       |           |  |
| Bernardini 50’ (rig.) | Marcatori |  |

| Arbitro: | Quartuccio (Torre Annunziata) |

|  |           |                       |
|  | Marcatori | 88’ (rig.) Bernardini |

| Arbitro: | Coppetelli (Tivoli) |

|                          |           |  |
| Paolino 26’ Cappioli 75’ | Marcatori |  |

| Arbitro: | Beschin (Legnago) |

|                |           |                |
| De Martino 28’ | Marcatori | 48’ Cornacchia |

| Arbitro: | Cornieti (Forlì) |

|                                  |           |                             |
| M. Neri 2’ Incocciati 58’ (rig.) | Marcatori | 20’ Valentini 68’ Provitali |

| Arbitro: | Dal Forno (Ivrea) |

|              |           |           |
| Provitali 7’ | Marcatori | 1’ Cerone |

| Arbitro: | Coppetelli (Tivoli) |

|            |           |  |
| Protti 50’ | Marcatori |  |

### Coppa Italia

#### Primo turno
| Arbitro: | Magni (Bergamo) |

|  |           |              |
|  | Marcatori | 108’ Zavarov |

## Marcatori
Il Cagliari ha partecipato a campionato e Coppa Italia; non avendo segnato in quest'ultima competizione alcun goal, le marcature sono esclusivamente quelle segnate in campionato.
|    | Giocatore             | Nazionalità       | Reti |
| -- | --------------------- | ----------------- | ---- |
| 1° | Fabrizio Provitali    | Italia (bandiera) | 12   |
| 2° | Massimiliano Cappioli | Italia (bandiera) | 7    |
| 3° | Lucio Bernardini      | Italia (bandiera) | 6    |
| 4° | Raffaele Paolino      | Italia (bandiera) | 5    |
| 5° | Maurizio Poli         | Italia (bandiera) | 3    |
| 5° | Mauro Valentini       | Italia (bandiera) | 3    |
| 6° | Carlo Cornacchia      | Italia (bandiera) | 1    |